# Етнологија
Етнологија (Грчки: ἔθνος, ethnos са значењем 'нација') наука је о пореклу, друштвеној организацији, начину живота, веровањима и обичајима различитих, друштвених заједница. Део етнологије који се бави искључиво дескрипцијом материјалне и духовне културе (језик, обреди, вредности, веровања итд.) назива се етнографијом. Етнологија настоји и да објасни структуру и функцију друштвених и културних институција, као и мишљења, да одгонетне смисао различитих уметничких творевина, табуа, ритуала, правила понашања и ирационалних уверења.

## Научна дисциплина
У поређењу са етнографијом, проучавањем појединачних група кроз директан контакт са културом, етнологија узима истраживање које су етнографи саставили, а затим упоређује и супротставља различите културе.
Термин етнологија приписује се Адаму Колару (1718-1783) који га је користио и дефинисао у својој књизи Historiae ivrisqve pvblici Regni Vngariae amoenitates објављеној у Бечу 1783. као: „наука о нацијама и људима“., то проучавање учених људи у којем се они испитују о пореклу, језицима, обичајима и установама разних народа, и на крају о отаџбини и древним седиштима, да би могли боље да суде о нацијама и народима у њиховом времену. ”
Коларово интересовање за језичку и културну разноликост изазвала је ситуација у његовој матичној мултиетничкој и вишејезичкој Краљевини Мађарској због његових корена међу Словацима, као и промене које су почеле да настају након постепеног повлачења Отоманског царства у удаљеније земље Балкана.
Међу циљевима етнологије били су реконструкција људске историје и формулисање културних инваријанти, као што су табу инцеста и промена културе, и формулисање генерализација о „људској природи“, концепту који је критикован од 19. века. од стране разних филозофа ( Хегел, Маркс, итд. ). У неким деловима света, етнологија се развијала независним путевима истраживања и педагошке доктрине, при чему је културна антропологија постала доминантна, посебно у Сједињеним Америчким Државама, а социјална антропологија у Великој Британији. Разлика између ова три појма је све нејаснија. Етнологија се сматра академским пољем од касног 18. века, посебно у Европи, а понекад је замишљена као било која компаративна студија људских група.
Истраживање Америке у 15. веку од стране европских истраживача имало је важну улогу у формулисању нових појмова Окцидента ( западног света ), као што је појам „ Другог “. Овај израз је коришћен у спрези са „дивљацима“, који су или били виђени као брутални варвари, или алтернативно, као „ племенити дивљак “. Дакле, цивилизација је на дуалистички начин била супротстављена варварству, класичној опозицији која конституише још чешће заједнички етноцентризам . Напредак етнологије, на пример са структурном антропологијом Клода Леви-Строса, довео је до критике концепција линеарног напретка, или псеудо-опозиције између „друштва са историјом“ и „друштва без историје“, за које се сматрало да сувише зависе од ограничени поглед на историју конституисану акумулативним растом.
Леви-Строс је често спомињао Монтењов есеј о канибализму као рани пример етнологије. Леви-Строс је имао за циљ, кроз структурални метод, да открије универзалне инваријанте у људском друштву, међу којима је сматрао да је главна табу инцеста . Међутим, тврдње о таквом културном универзализму критиковали су различити друштвени мислиоци 19. и 20. века, укључујући Маркса, Ничеа, Фукоа, Дериду, Алтисера и Делеза.

## Етноцентризам
У друштвеним наукама, етноцентризам значи судити о другој култури на основу стандарда сопствене културе уместо стандарда друге посебне културе. Када људи користе сопствену културу као параметар за мерење других култура, често су склони да мисле да је њихова култура супериорна и виде друге културе као инфериорне и бизарне. Етноцентризам се може објаснити на различитим нивоима анализе. На пример, на међугрупном нивоу, овај термин се посматра као последица сукоба између група; док на индивидуалном нивоу, кохезија унутар групе и непријатељство ван групе могу објаснити особине личности. Такође, етноцентризам може помоћи да се објасни конструкција идентитета. Етноцентризам може објаснити основу нечијег идентитета искључивањем ван групе која је мета етноцентричних осећања и која се користи као начин разликовања од других група које могу бити мање или више толерантне. Ова пракса у друштвеним интеракцијама ствара друштвене границе, такве границе дефинишу и цртају симболичке границе групе са којом неко жели да буде повезан или којој припада. На овај начин, етноцентризам је термин који није ограничен само на антропологију, већ се може применити и на друге области друштвених наука као што су социологија или психологија. Етноцентризам може бити посебно појачан у присуству међуетничке конкуренције или непријатељства. С друге стране, етноцентризам може негативно утицати на учинак радника у иностранству.